# Площа Олександра Невського-2 (станція метро)
59°55′25″ пн. ш. 30°23′00″ сх. д. / 59.92361° пн. ш. 30.38333° сх. д.
«Площа Олександра Невського-2» (рос. Площадь Александра Невского-2) — станція Лахтинсько-Правобережної лінії Петербурзького метрополітену між станціями «Ліговський проспект» та «Новочеркаська».

## Історія
Станція відкрита 30 грудня 1985 року в складі дільниці «Площа Олександра Невського-2» — «Проспект Більшовиків». Назву отримала по розташуванню поблизу однойменної площі. До станції прилучається службова з'єднувальна гілка на лінію , що до 1991 року використовувалась для обороту поїздів, коли станція була кінцевою.

## Технічна характеристика
Конструкція станції — колонна трисклепінна глибокого закладення (глибина закладення — 60 м).
Вихід у місто здійснюється тристрічковим похилим хоом, що з'єднаний із західним торцем станції переходом, що має аванзал і коридор, розбитий на два вузьких проходи.

## Вестибюль та пересадки
Наземний вестибюль вбудований в п'ятиповерховий виробничо-побутовий корпус метрополітену і є напівкруглим торцем будівлі. Круглий у плані ескалаторний зал представлено в екстер'єрі оздоблений сааремським доломітом, пілонами, а також великорозмірними вітражами, завдяки яким візуально розширюється простір і відкривається доступ денного світла. Купольне перекриття утворено просторовою радіально-складчастою залізобетонною конструкцією, що має діаметр близько 28 м. В оздобленні інтер'єру вестибюля використаний світлий мармур, підлога і цоколі виконані з карельського граніту. Вестибюль станції прикрашає мозаїчне панно «Льодове побоїще» (художник А. К. Бистров), створено у 1990 році.
Вихід у місто на площу Олександра Невського, до Невського проспекту, Чорноріцький провулок, Телєжну вулицю, Олександро-Невську лавру, готель «Москва».
У східному торці станції знаходиться малий похилий хід, що веде в тунель до станції «Площа Олександра Невського-1» Невсько-Василеострівської лінії.

## Колійний розвиток
Оскільки станція була кінцевою Правобережної лінії у 1985—1991 роках, на перегоні «Площа Олександра Невського-2» — «Ліговський проспект» знаходився перехресний з'їзд для обороту поїздів, розібраний в середині 2010-х років, наразі існує пункт технічного огляду Лахтинсько-Правобережної лінії та СЗГ з лінією .

## Оздоблення
Аркади колон зі скосами в нижній частині створюють ефект старовинного міста-фортеці. Колійні стіни декоровані золотистими алюмінієвими дисками, що імітують стародавні військові кольчуги. Цоколь колійних стін оздоблено полірованим гранітом. Колони оздоблено білим мармуром. Встановлена над аркадою низка решіток світильників, виконаних з анодованого алюмінію, нагадує віконця бійниць. У торці станції, в спеціальній ніші, оздобленої золотистою смальтою, планувалося встановити бронзову скульптуру Олександра Невського, проте, вона не була виконана і ніша в так і пустує.
У 2004 році освітлення було замінено на натрієве.